# Romano Musumarra
Romano Musumarra (Roma, 21 luglio 1956) è un compositore, arrangiatore e produttore discografico italiano.

## Biografia
Si è avvicinato alla musica ancora bambino, imparando a suonare l'organo della sua chiesa. Ha studiato pianoforte, composizione e direzione d'orchestra all'Accademia Nazionale di Santa Cecilia di Roma, e nel 1975 ha formato il gruppo pop-rock melodico La Bottega dell'Arte, con cui ha conseguito lusinghieri successi per tutti gli anni settanta.
Nel 1978 ha composto, per la EMI, il lato B di un disco di musica elettronica intitolato Automat, che sarà utilizzato in particolare dalla catena brasiliana TV Globo come sigla di uno dei suoi programmi. Il lato A viene composto da Claudio Gizzi. Jean-Michel Jarre sarà uno dei primi francesi a ricevere una copia del disco, su cassetta.
Nel 1981, ha curato, per la Fonit Cetra, la produzione, gli arrangiamenti e la realizzazione di Il mondo, il primo 45 giri solista di Gianni Averardi, batterista originale, corista e fondatore de Il Giardino dei Semplici. Il brano è usato come sigla dello sceneggiato Nero Wolfe, in onda su Rai Due. 
Nel 1983 ha lasciato il gruppo, e si è dedicato all'attività di arrangiatore e compositore, arrangiando, tra gli altri, lavori di Riccardo Cocciante, Mango, Fred Bongusto e Franco Califano, e componendo le musiche dell'album di Severino Gazzelloni, Azzurra.
Nel 1984 dopo averne ascoltato un demo, ha proposto all'esordiente Jeanne Mas di registrare il demo di una sua composizione, Toute Première Fois. Ascoltato il brano, caratterizzato da un mix inusuale per il tempo di sonorità acustiche ed elettroniche, la EMI ha messo sotto contratto la Mas e il conseguente singolo ha ottenuto in Francia un grande successo, raggiungendo l'ottavo posto nella classifica dei singoli. Nel 1985 ha conseguito un buon successo con il brano italodisco We Just, prodotto per il gruppo olandese Moses. Nel frattempo ha continuato la collaborazione con la Mas, componendo e producendo i brani dei due primi album, tra cui Johnny, Johnny e En rouge et noir, entrambi numero uno nelle classifiche d'oltralpe.
Grazie al successo dei lavori con Jeanne Mas è stato sempre più richiesto da artisti d'oltralpe, per cui alla fine del 1985 ha deciso di trasferirsi in Francia. Nel 1986 ha contribuito al successo musicale di Stéphanie di Monaco, per cui ha composto le hit Ouragan (inizialmente proposta a Jeanne Mas) e One Love to Give. Lo stesso anno ha esordito come compositore di colonne sonore con La donna della mia vita di Régis Wargnier e ha contribuito al lancio di Elsa Lunghini (all'epoca semplicemente Elsa), per cui ha scritto e prodotto il singolo di debutto T'en va pas, numero uno nelle classifiche francesi per due mesi.
Oltre a lanciare nuovi nomi, Musumarra ha composto canzoni per artisti già affermati, tra i quali Céline Dion, Ray Charles, Mireille Mathieu, Sylvie Vartan, Alain Delon, Nikka Costa, Dana Dawson, Hélène Ségara, Tina Arena, Ginette Reno, Régine, Garou, Bruno Pelletier, Marc Lavoine.
A partire dagli anni 2000, si è dedicato alla composizione di brani di genere crossover classico, collaborando, tra gli altri, con Luciano Pavarotti, Jose Carreras, Il Volo, Vittorio Grigolo, Il Divo, Katherine Jenkins, Alessandro Safina. Nel 2016, il suo brano On écrit sur les murs, originariamente composto per Demis Roussos, è arrivato al terzo posto in hit parade grazie a una cover del gruppo Kids United. Laudato si, cantato dalla soprano Maria Carfora è stato composto sulle parole a lui concesse da papa Francesco.

## Filmografia
- La donna della mia vita, regia di Régis Wargnier (1986)
- I violentatori della notte, regia di Jesús Franco (1987)
- Mon Bel Amour, regia di José Pinheiro (1987)
- Voglia d'amare, regia di Jacques Deray (1987)
- Les nouveaux tricheurs, regia di Michael Schock (1987)
- Mentire per non morire, regia di Olivier Langlois (1988)
- L'enfance de l'art, regia di Francis Girod (1988)
- Blanc de Chine, regia di Denys Granier-Deferre (1988)
- Les bois noirs, regia di Jacques Deray (1989)
- Jean Galmot, aventurier, regia di Alain Maline (1990)
- Il giorno del perdono, regia di Alexandre Arcady (1990)
- L'orso di peluche, regia di Jacques Deray (1992)
- Délit mineur, regia di Francis Girod (1994)
- L'élève, regia di Olivier Schatzky (1996)
- Abbiamo solo fatto l'amore, regia di Fulvio Ottaviano (1998)
- Bellum, regia di Romano Musumarra e Alessandro Parenti (2022)

## Onorificenze
- 1988 - Cavaliere delle arti e delle lettere[1][2][3]